# Cyclingteam de Rijke-Shanks/Saison 2013
Dieser Artikel listet Erfolge und Fahrer des Radsportteams Cyclingteam de Rijke-Shanks in der Saison 2013 auf.

## Erfolge in der UCI Europe Tour
Bei den Rennen der UCI Europe Tour im Jahr 2013 gelangen dem Team nachstehende Erfolge.
| Datum        | Rennen                        | Kat. | Sieger                |
| ------------ | ----------------------------- | ---- | --------------------- |
| 20. April    | Arno Wallaard Memorial        | 1.2  | Coen Vermeltfoort     |
| 21. April    | Ronde van Noord-Holland       | 1.2  | Dylan Groenewegen     |
| 27. April    | Himmerland Rundt              | 1.2  | Yoeri Havik           |
| 1. Mai       | 1 Meiprijs                    | 1.2  | Coen Vermeltfoort     |
| 13. Mai      | Prolog Olympia’s Tour         | 2.2  | Coen Vermeltfoort     |
| 7. August    | Prolog Volta a Portugal (MZF) | 2.1  | Mannschaftszeitfahren |
| 8. September | Kernen Omloop Echt-Susteren   | 1.2  | Dylan Gronewegen      |

## Abgänge – Zugänge
| Zugänge                       | Team 2012                         | Abgänge              | Team 2013                              |
| ----------------------------- | --------------------------------- | -------------------- | -------------------------------------- |
| Coen Vermeltfoort             | Rabobank Cycling Team             | Remco te Brake       | Metec-TKH Continental Cyclingteam      |
| Adrián Palomares              | Andalucía                         | Niek Boom            | Parkhotel Valkenburg Cycling Team      |
| Nikolai Trussow               | RusVelo                           | Jeroen Boelen        | Superior Brentjens Mountainbike Racing |
| Ronan van Zandbeek            | Team Argos-Shimano                | Rune van der Meijden | Unbekannt                              |
| Kai Reus                      | UnitedHealthcare Pro Cycling Team | Sebastiaan Pot       | Unbekannt                              |
| Kobus Hereijgers (ab 19. Mai) | Neoprofi                          | Jesper Schipper      | Unbekannt                              |

## Mannschaft
| Name                | Geburtstag         | Nationalität |              |
| ------------------- | ------------------ | ------------ | ------------ |
| Dion Beukeboom      | 2. Februar 1989    | Niederlande  |              |
| Mats Boeve          | 24. März 1990      | Niederlande  |              |
| Huub Duyn           | 1. September 1984  | Niederlande  |              |
| Ike Groen           | 31. Mai 1992       | Niederlande  |              |
| Dylan Groenewegen   | 21. Juni 1993      | Niederlande  |              |
| Yoeri Havik         | 19. Februar 1991   | Niederlande  |              |
| Kobus Hereijgers    | 10. März 1989      | Niederlande  |              |
| Sjoerd Kouwenhoven  | 3. November 1990   | Niederlande  |              |
| Rick Ottema         | 25. Juni 1992      | Niederlande  |              |
| Adrián Palomares    | 18. Februar 1976   | Spanien      |              |
| Christoph Pfingsten | 20. November 1987  | Deutschland  |              |
| Kai Reus            | 11. März 1985      | Niederlande  |              |
| Bob Schoonbroodt    | 12. Februar 1991   | Niederlande  |              |
| Roy Sentjens        | 15. Dezember 1980  | Belgien      |              |
| Bas Stamsnijder     | 29. November 1989  | Niederlande  |              |
| Nikolai Trussow     | 2. Juli 1985       | Russland     |              |
| Coen Vermeltfoort   | 11. April 1988     | Niederlande  |              |
| Ronan van Zandbeek  | 27. September 1988 | Niederlande  |              |
| Stagiaires          | Stagiaires         | Nationalität | Nationalität |
| Simon Schram        | Simon Schram       | Niederlande  |              |